# Dusza (religia)
Dusza – w znaczeniu religijnym w zależności od religii lub wyznania jest bytem materialnym bądź niematerialnym - śmiertelnym lub nieśmiertelnym.

## Chrześcijaństwo
Chrześcijaństwo jako religia założona przez Jezusa Chrystusa, Boga-człowieka, uznaje w większości swych odłamów (w tym katolicyzm, prawosławie i większość protestantów), że dusza ludzka ma naturę rozumną i jest nieśmiertelna. Po śmierci ma się odbyć Sąd Ostateczny i zmartwychwstanie sprawiedliwych zgodnie ze słowami Jezusa w Nowym Testamencie:
"Jam jest zmartwychwstanie i żywot; kto we mnie wierzy, choćby i umarł, żyć będzie. A kto żyje i wierzy we mnie, nie umrze na wieki." (J 11,25-26 – BW)

### Nowy Testament
Dialog Jezusa z Martą – tuż przed wskrzeszeniem Łazarza – prezentuje ówczesny pogląd na temat duszy, zwłaszcza z perspektywy faryzejskiej, reprezentującej myśl proroka Daniela. Człowiek stanowi jedno, bez odróżnienia ciała i duszy. Wszelkie teksty o "duszy" nie mają nic wspólnego z platońską koncepcją nieśmiertelnej duszy. Chodzi raczej o siły życiowe albo pierwiastek życia, który znika w chwili śmierci. Śmierć jest więc końcem świadomości, gdzie nie ma autentyzmu życia. Innym bogatym źródłem wiedzy o biblijnej koncepcji duszy jest nauczanie Świętego Pawła. Niektórzy uważają, że nauczanie Pawła, choć należało do semickiej tradycji rozumienia duszy-nefesz jako tchnienia życia, przyjęło ono też wpływy antropologii greckiej. Widać je wtedy, gdy traktuje duszę jako osobny element od ciała. Nauczał on, że łaska paschalna nadała duszy (gr. psyche, nous) nowy wymiar, który wyrażony jest słowem pneuma, użytym nie w odniesieniu do Ducha Świętego, lecz do duszy chrześcijanina, tak np. w Rz 8,10-11:

Jeżeli natomiast Chrystus w was mieszka, ciało wprawdzie podlega śmierci ze względu na [skutki] grzechu duch jednak posiada życie na skutek usprawiedliwienia. A jeżeli mieszka w was Duch Tego, który Jezusa wskrzesił z martwych, to Ten, co wskrzesił Chrystusa <Jezusa> z martwych, przywróci do życia wasze śmiertelne ciała mocą mieszkającego w was swego Ducha.

W innym miejscu wspomina o trzech elementach: duch (pneuma), dusza (psyche) i ciało (soma)

Sam Bóg pokoju niech was całkowicie uświęca, aby nienaruszony duch wasz, dusza i ciało bez zarzutu zachowały się na przyjście Pana naszego Jezusa Chrystusa (1 Tes 5,23).

Przeciwnego zdania są jednak bibliści tacy jak Joachim Gnilka, Ferdinand Hahn czy Manfred Uglorz. Ich zdaniem myśl Pawła pozostaje zgodna z semickim ujęciem człowieka jako jedności psychofizycznej, a pojęcia takie jak psyche (dusza) czy pneuma (duch) określają nie odrębne od ciała składniki człowieka, jak w myśli greckiej, ale pewne aspekty jego egzystencji. Zdaniem Joachima Gnilki pojęcie psyche, określające w filozofii Platona nieśmiertelny pierwiastek człowieka, odgrywa u Pawła charakter marginalny i nie oznacza lepszej części człowieka, która nie ginie podczas jego śmierci, lecz zasadniczo życie ziemskie. Pokrewne słowo psychikon określa w 1 Kor 15,43-45 ziemski, przemijający wymiar egzystencji człowieka. Pogląd ten podziela Manfred Uglorz. W 1 Kor 2,14-15 termin psychikos anthropos opisuje człowieka myślącego wyłącznie po ziemsku, i zostaje on przeciwstawiony człowiekowi duchowemu, pneumatikos anthropos, którego życie określone jest przez Ducha Bożego. Zdaniem Friedricha Langa takie przeciwstawienie wyraźnie różni się od myśli greckiej, gdzie psyche i pneuma są razem przeciwstawiane materialnemu, przemijającemu ciału (soma). Lang uważa, że inspiracją dla Pawła był Rdz 2,7 w przekładzie Septuaginty, gdzie Adam został nazwany duszą żyjącą (eis psychen zosan). Jego interpretacja jest zbliżona do egzegezy Filona z Aleksandrii, który Rdz 1,27 odnosił do człowieka idealnego, a Rdz 2,7 do rzeczywiście żyjącego na Ziemi. Zdaniem Gnilki według Pawła dalsze istnienie psyche zapewnia w zmartwychwstaniu Duch Boży. Nawet Flp 1,23 nie należy interpretować jako oddzielenia się duszy od ciała – Paweł wyraża tam w sposób symboliczny myśl o przetrwaniu więzi z Jezusem pomimo śmierci. Termin pneuma, gdy stanowi on pojęcie antropologiczne, przez Gnilkę interpretowany jest jako najbardziej wewnętrzna warstwa człowieka, obejmująca jednak całą jego osobę. Według Ferdinanda Hahna określać on może aktywną samoświadomość człowieka lub jego zdolność komunikacyjną. Z kolei zdaniem Manfreda Uglorza stanowi on (wymiennie z sercem i duszą) siedlisko woli i uczuć człowieka, a w szczególności oznaczać może człowieka w tym aspekcie, w jakim przyjmuje on dary łaski Bożej.

### Ojcowie Kościoła
W początkach chrześcijańskiej refleksji antropologicznej greccy Ojcowie Kościoła – Justyn (ok. 100 – ok. 165) i Ireneusz (ok. 140-ok. 202) uznawali, że dusza jest zdolna umrzeć, tłumacząc, że inaczej nie można by jej uznać za byt stworzony. Z kolei jeden z pierwszych łacińskich pisarzy, Tertulian (ok. 155-220), ze względu na jej zdolności do relacji z innymi i ze światem, nazwał duszę ciałem w swoim rodzaju (corpus sui generis). W traktacie "O naturze duszy" twierdził, że dusza "nie może być niczym innym niż substancją cielesną". Dusza ma według niego charakter prosty, jest jednorodna. Duch i dusza są dla Tertuliana tym samym.
Święty Grzegorz Thaumaturgus (III wiek n.e.) także napisał traktat o duszy. Dusza jest tym, co porusza materię, daje ciału życie. Nie dodaje wagi do ciała i nie może być jego częścią, gdyż nie dawałaby życia każdemu jego fragmentowi. Musi być więc niematerialna.
Święty Augustyn (354-430) w swoim traktacie o duszy, podobnie jak neoplatonicy, krytykował pogląd o materialnej naturze duszy. Dusza jest niematerialna i choć z ciałem złączona na kształt małżeństwa, stoi wyżej od niego w hierarchii bytów. Za św. Pawłem Augustyn uznawał, że po grzechu pierworodnym pierwotna harmonia duszy i ciała została rozbita. Odtąd zamiast być posłuszne duszy, ciało walczy, by ją sobie podporządkować. Lekarstwo na to rozbicie Augustyn widział w Chrystusie. Zbawiciel umożliwia przywrócenie właściwej roli duszy w życiu człowieka. Dokonuje się to na sposób małżeństwa:

I w tymże ciele zamieszkuje grzech, choć już ów grzech nie króluje: «duch jednak posiada życie na skutek usprawiedliwienia. A jeżeli mieszka w was Duch Tego, który Jezusa wskrzesił z martwych, to Ten, co wskrzesił Chrystusa <Jezusa> z martwych, przywróci do życia wasze śmiertelne ciała mocą mieszkającego w was swego Ducha» (Rz 8,10-11). Tam już nie będzie ani tego, co by walczyło, ani tego, co by podniecało, wszystko wejdzie w stan pokoju. Nie walczą bowiem ze sobą przeciwne natury, lecz jakby w domu mąż z żoną. Jeżeli przeciwko sobie występują, nieznośne i ryzykowne to dzieło. Jeśli mąż zostanie zwyciężony i panować będzie żona – pokój przewrotny. Jeśli zaś żona podporządkuje się panowaniu męża – pokój sprawiedliwy, przecież z jednej natury nie powstała druga odmienna natura: jako człowiek z męża została uczyniona kobieta. Twoje ciało jest twoją małżonką, służebnicą twoją; cokolwiek znajduje się po tobie, trzeba byś to podporządkował. I jeśli walczysz, walcz jak należy. Wypada bowiem, by niższy podporządkował się wyższemu. Niech ten, kto chce sobie podporządkować to, co jest niżej od niego, podporządkuje się wyższemu od siebie.
Uznaj porządek, szukaj pokoju. Ty Bogu, tobie ciało. Cóż sprawiedliwszego? Cóż piękniejszego? Ty większemu, mniejsze tobie: ty służ Temu, kto ciebie uczynił, aby tobie służyło to, co uczyniono ze względu na ciebie. Nie taki bowiem porządek poznaliśmy i nie taki porządek zalecamy: tobie ciało, a ty Bogu – lecz ty Bogu, a tobie ciało. Jeśli zaś pogardzasz ty Bogiem, nigdy nie sprawisz by tobie ciało. Ty, który nie jesteś posłuszny Panu, będziesz dręczony przez sługę. Czy jeśli nie najpierw ty Bogu, by następnie tobie ciało, będziesz mógł wypowiedzieć te słowa: «Błogosławiony Pan, Bóg mój, który zaprawia ręce moje do walki, i palce moje do bitwy»? Chcesz walczyć będąc niewprawnym – zwyciężony potępisz się. Wpierw więc poddaj siebie Bogu i tak walczyłbyś pouczany i wspierany przez Niego, mówiąc: «Ten, który zaprawia ręce moje do walki, i palce moje do bitwy».

### Kościół katolicki od średniowiecza
Święty Tomasz z Akwinu (1225–1274) nauczał, że dusza ludzka jako byt przygodny ma w sobie wewnętrzne naturalne pragnienie (desiderium naturale) wiecznego istnienia. Wynika ono z samej jej natury jako bytu i przejawia się w postaci podwójnego pragnienia: szczęścia oraz wizji Pierwszej Prawdy. Nie jest ono związane z konkretną władzą duszy. Jest wychyleniem, ruchem ku przyszłości, które może przyjąć formę rezygnacji, rozpaczy lub nadziei.
Władzą duszy, której dobro jest naturalnym przedmiotem, jest wola. Dążenie do dobra jest jej naturą. W przypadku innych władz człowieka, kierowanie ich ku dobru jest zadaniem cnót. Wola ma to dążenie sama z siebie i nie potrzebuje pomocy ze strony osobnej sprawności, cnoty. Jednak w odniesieniu do dobra, które przekracza zakres mocy woli (proportio potentiae) – cnota jest jej niezbędna. Takim dobrem przewyższającym jej zdolności jest Dobro, którym jest Bóg. Cnotami wlanymi, które kierują miłość woli ku temu Dobru i umożliwiają ją, są cnoty teologalne miłości i nadziei.
Aktualny Katechizm Kościoła Katolickiego omawia kwestie duszy w następujący sposób:

362. Osoba ludzka, stworzona na obraz Boży, jest równocześnie istotą cielesną i duchową. (...)
363. Pojęcie dusza często oznacza w Piśmie świętym życie ludzkie lub całą osobę ludzką(...) "dusza" oznacza zasadę duchową w człowieku.
365. Jedność ciała i duszy jest tak głęboka, że można uważać duszę za "formę" ciała; oznacza to, że dzięki duszy duchowej ciało utworzone z materii jest ciałem żywym i ludzkim; duch i materia w człowieku nie są dwiema połączonymi naturami, ale ich zjednoczenie tworzy jedną naturę.
366. Kościół naucza, że każda dusza duchowa jest bezpośrednio stworzona przez Boga nie jest ona "produktem" rodziców – i jest nieśmiertelna, nie ginie więc po jej oddzieleniu się od ciała w chwili śmierci i połączy się na nowo z ciałem w chwili ostatecznego zmartwychwstania.
367. Niekiedy odróżnia się duszę od ducha(...) rozróżnienie to nie wprowadza jakiegoś dualizmu w duszy.

Teologowie katoliccy przyjmują też za św. Tomaszem istnienie u ludzi duszy, które w odróżnieniu od dusz zwierząt i roślin są nieśmiertelne.

### Protestantyzm
W XX wieku niektórzy teolodzy protestanccy głównego nurtu (np. Karl Barth i Oscar Cullmann) opowiedzieli się za „deplatonizacją” chrześcijaństwa, czyli m.in. za porzuceniem platońskiej koncepcji duszy nieśmiertelnej. Ten ostatni zdecydowanie przeciwstawia koncepcję duszy nieśmiertelnej (którą uważa za jedno z największych nieporozumień chrześcijaństwa) wierze w zmartwychwstanie. Również Wolfhart Pannenberg, powołując się na współczesną antropologię, odrzuca istnienie duszy jako ze swej istoty różnej od ciała substancji. Zdaniem Pannenberga wewnętrzne życie człowieka w granicach jego świadomości jest tak integralnie związane z funkcjami cielesnymi, że nie może w sposób samoistny przetrwać po śmierci człowieka. Z kolei Helmut Thielicke opowiada się za zachowaniem pojęcia „duszy” ze względu na jego zakorzenienie w języku teologicznym, rozumie ją jednak nie w sensie platońskim, jako pewną substancję samoistnie zdolną do przetrwania śmierci, lecz jako określenie relacji wiążącej człowieka z Bogiem, której śmierć nie przerywa. Stan pośmiertny zbawionych nie jest określony przez ich właściwości, lecz przez niedopuszczenie przez Chrystusa do zerwania wspólnoty z nim. Emil Brunner, również sprzeciwiając się koncepcji platońskiej, opowiada się za uznaniem nieśmiertelności człowieka, która jednak nie jest związana z istnieniem w nim jakiejś nieśmiertelnej substancji, lecz z jego przeznaczeniem do wieczności, wynikającym z woli Bożej, którego nie przekreśla nawet grzech człowieka czy gniew Boga. W zależności od tego, czy człowiek żyje w miłości Bożej, czy też w wyniku grzechu staje się obiektem gniewu, wieczne przeznaczenie człowieka może być przeznaczeniem do życia wiecznego lub wiecznego zniszczenia.

#### Adwentyzm
Adwentyści wierzą, że dusza to połączenie ciała (prochu ziemi) z tchnieniem Boga. Gdy człowiek umiera, do nieba idzie dech życia, a ciało zostaje bez świadomości. Dopiero przy powtórnym przyjściu Jezusa tchnienie, dech życia powróci do wzbudzonego z martwych ciała i świadoma osoba zostanie osądzona.

### Świadkowie Jehowy
Świadkowie Jehowy uważają, że właściwe rozumienie duszy jako pojęcia religijnego powinno być oparte wyłącznie na analizie jego zastosowania w tekście Pisma Świętego. Całkowicie odrzucają platońską koncepcję niematerialnej, niewidzialnej, nieśmiertelnej duszy, która może oddzielić się od ciała. Uważają, że kontekst w wypowiedziach pisarzy biblijnych umożliwia dokładne określenie znaczenia słowa dusza z uwagi na częste występowanie jego odpowiedników w tekście Biblii: hebrajskiego נֶפֶשׁ (néfesz) w Starym Testamencie 754 razy oraz greckiego ψυχή (psyché) w Nowym Testamencie 102 razy – razem więc 856 razy. Ich zdaniem analiza tych wszystkich tekstów pozwala ustalić trzy zasadnicze znaczenia tego słowa w tekście Biblii: 1) człowiek, 2) zwierzę, 3) życie człowieka lub zwierzęcia. W swoich publikacjach i materiałach objaśniają również poboczne znaczenia słowa dusza.
W swoich naukach podkreślają, że nadzieję na przyszłe życie po śmierci daje Boża obietnica zmartwychwstania, a nie filozoficzna, niebiblijna koncepcja nieśmiertelnej duszy.
Konsekwencją odrzucenia nauki o niematerialnej, nieśmiertelnej duszy jest unikanie przez Świadków Jehowy wszelkich obrzędów religijnych i zwyczajów popierających tę naukę.

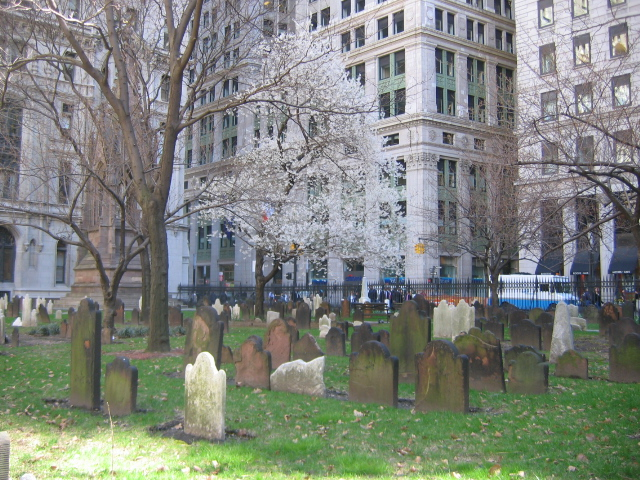
Cmentarz kościoła Trójcy Świętej na Manhattanie (Stany Zjednoczone). Utrzymywanie i odwiedzanie grobów jest elementem wspólnym wielu religii, wyrażającym przekonanie o istnieniu dusz osób zmarłych, por. polska nazwa „zaduszki”.

## Animizm
Przypisuje posiadanie duszy: zwierzętom, roślinom, rzeczom i żywiołom. W pierwotnych religiach animistycznych często wierzono, że dusza potrafi wędrować, kiedy człowiek jest we śnie, w transie albo gdy jest chory. Mieszkańcy Sumatry wiązali chorego człowieka sznurami, aby jego dusza nie uciekła. Na Fidżi duszę wyobrażano sobie jako miniaturowego człowieczka.

## Religie rodzime Afryki
W różnorodnych wierzeniach afrykańskich człowiek składa się z szeregu elementów. Niektóre z nich giną wraz z jego śmiercią, inne trwają w jego potomnych bądź przenoszą się do innej rzeczywistości. 
M.in. można wyróżnić wiarę w cztery elementy: duszę przeznaczenia, ducha przodka, eteryczny odpowiednik ciała i indywidualnego ducha.

## Starożytny Egipt
W religii starożytnego Egiptu kwestia ta była dosyć zawiła. Nie istniał prosty podział na ciało i duszę. Wierzono, że człowiek składa się z trzech elementów: z ciała oraz z ba - podobnego do potocznego rozumienia duszy oraz z ka – niematerialnego odbicia ciała, albo ducha opiekuńczego człowieka. Znaczenie miał również cień. Znano też pojęcie ach.

## Wierzenia Słowian
Rodzima wiara Słowian zakłada istnienie duszy zarówno u ludzi, jak i u zwierząt. Według językoznawców dusza była u Słowian tchnieniem utożsamianym z oddechem. Zakres pojęciowy prasłowiańskich wyrazów duch i dusza (najprawdopodobniej używanych zamiennie) był wśród Słowian dość szeroki, o stosunkowo zatartych granicach. W świetle analogii antropologicznych wynika, że elementów duchowych według Słowian było w człowieku zapewne więcej niż tylko jeden, a ich losy pośmiertne były różne. Według jednej z popularnych koncepcji wyodrębniano dwie zasadnicze formy składowe ducha: dusze jaźni, myśli (określająca stan własnej świadomości – za jej siedlisko uważano głowę) oraz dusze życia, oddechu (określająca stan siły życiowej – za jej siedlisko uważano serce lub brzuch). Jeden z tych pierwiastków jako iskra boża stanowił reinkarnowany element życia, który po śmierci (poprzez Wyraj Niebiański lub też Drzewo Przodków) powracał na ten świat, by się odrodzić, drugi zaś jako cień odsyłany był jak najwcześniej do Nawii, by zjednoczyć się z przodkami. Niezależnie od wyżej wymienionego podziału wyodrębniano jeszcze duszę-widmo, żywota, będącą obrazem-kopią człowieka za życia. W odniesieniu do zmarłego nazywana była wprost nieboszczykiem, marą, zmorą lub też cieniem. Rozmieszczona była w całym ciele (a pod pewnymi względami posiadała kilka cech wspólnych, z opisaną wcześniej duszą życia). Po śmierci odlatywała z wiatrem, odchodziła w zaświaty, skąd czasem (co najmniej raz do roku) mogła powracać – owego ducha należało wówczas stosownie ugościć, gdyż mógł on jeść i pić (stąd m.in. zwyczaj obchodzenia Dziadów czy też pozostawiania dla przodków dodatkowego nakrycia podczas większych świąt).

## Hinduizm
Hinduiści wierzą w atmana - duszę rozumianą jako indywidualną jaźń obecną w każdej żywej istocie. Atman wciela się w kolejnych żywotach (idea reinkarnacji) w kolejne ciała, podlegając prawu karmy. Atmana posiadają nie tylko ludzie, ale także wszelkie inne żywe istoty.

## Orficy
Wiara w nieśmiertelną duszę została prawdopodobnie włączona w kult Dionizosa przez orfików, jednak Herodot wspomina, iż już tracki szczep Getów wierzył w nieśmiertelność duszy.

## Buddyzm
Według nauk buddyzmu wszystko jest nietrwałe, w stanie ciągłej zmiany, przejściowe. Funkcjonuje w nim termin anatman oznaczający brak duszy – atmana. Jedyne, co przechodzi z życia do życia, to nawykowe siły i tendencje kierowane prawem przyczynowo-skutkowym (karma), poza tym nie ma w człowieku nic trwałego, niezależnego i wrodzonego, ale również nie ma też całkowitej nicości egzystencji (więcej – patrz Madhjamaka).
Według buddyjskiej szkoły Cittamatra jedyne, co istnieje, to "samo-świadomy i samo-rozświetlający się Umysł wolny od dualizmu doświadczenia i doświadczającego", a ściślej mówiąc natura umysłu, zarazem natura rzeczywistości. Poczucie rozdzielenia stwarzają tu przykrywające tę naturę, zgromadzone indywidualnie zgodnie z prawem karmy, nawykowe skłonności i splamienia, m.in. wrażenie odrębnej tożsamości ego, które na powierzchownych poziomach świadomości zanikają całkowicie w czasie procesu śmierci. Jednak dalej reinkarnuje tylko najbardziej subtelna wolna od splamień, dualizmu i koncepcji natura umysłu, umożliwiając w bardo, jak i w kolejnym odrodzeniu, dalszy rozwój (lub zanik) nawykowych sił. Teksty buddyjskie przyrównują te nawykowe skłonności i splamienia do fal oceanu, a naturę umysłu do wody oceanu. Pojedyncze fale na oceanie umysłu pojawiają się i znikają, niekiedy uchodząc w głębiny, a niekiedy można je wyodrębnić (śmierć, bardo i kolejne odrodzenie), ale przez cały czas pozostają częścią wód oceanu.
Jedyną szkołą buddyzmu, która pozostając przy doktrynie braku atmana, uznawała istnienie duszy (tzw. pudgali), była Pudgalavada (Personaliści), dziś już nieistniejąca.

## Religie Chin
Chińczycy wierzą, że człowiek ma dwie dusze – po oraz hun. Dusze te oddzielają się od siebie w momencie śmierci.
Po to dusza cielesna, związana z ziemią i yin. Po zgonie należy ją pochować, żeby mogła się udać do podziemnych Żółtych Źródeł. Duszę tę należy regularnie częstować ofiarą. Jeżeli pochówek został nieprawidłowo przeprowadzony (zasady, miejsce i moment właściwego pochówku wskazywały fengshui oraz astrologia), zabrakło zstępnych, żeby serwować po ofiarę, lub za życia jej właściciel został bardzo skrzywdzony, może się ona przekształcić w złego ducha – gui.
Hun to dusza eteryczna, związana z niebem i yang. Po śmierci udaje się do nieba, dlatego w trumnie należy zostawić dla niej mały otwór. W starożytnych Chinach uważano, że hun mają tylko szlachetnie urodzeni. Chiński kult przodków zakłada, że hun ojca, dziadka itd. należy oddawać cześć za pomocą imiennych tabliczek na ołtarzu przodków.
W chińskim synkretyzmie religijnym wiara w dwie dusze wpłynęła na taoizm, konfucjanizm, buddyzm i inne religie.

## Zaratusztrianizm
W zaratusztrianizmie dusze ludzi po śmierci tracą do dnia sądu ostatecznego swoją cielesność i wędrują przez „Most Dzielący” do piekła, czyśćca lub nieba. Na moście, u wrót nieba, stoi Mitra, który dzierży w swoich rękach szale sprawiedliwości, na których są ważone dobre i złe uczynki, myśli i słowa. Gdy dobro przeważa nad złem w życiu danej duszy – trafia ona do nieba, gdzie może spokojnie oczekiwać na dzień sądu ostatecznego, kiedy to z powrotem uzyska cielesność i wróci na ziemię, aby powiększyć grono „sprawiedliwych”. Gdy zło przeważa nad dobrem – dusza jest strącana do piekła, z którego już nigdy nie wyjdzie i będzie pod kontrolą Angra Mainju cierpiała nieskończone męki. Gdy szale się doskonale równoważą – dusza trafia do krainy umarłych, stając się szarym cieniem, niemogącym czuć radości ani smutku.

## Gnostycyzm
Zasadniczą prawdą wiary dualizmu typu gnostyckiego na temat duszy jest przekonanie, że jest ona pierwiastkiem dobrym, świetlistym człowieka, podczas gdy ciało jest pierwiastkiem złym, ciemnym.

## Islam
Islam głosi wiarę w Sąd Ostateczny i zmartwychwstanie. Dusza jest nieśmiertelna, a po Sądzie Ostatecznym połączy się z ciałem, by trafić do raju lub piekieł.

## Judaizm
W Starym Testamencie człowiek jest niepodzielnym organizmem psychofizycznym. Został stworzony na obraz i podobieństwo Boga, jako jedyne ze stworzeń (Rdz 1,25-27). W akcie stwórczym człowiek staje się (lub jest) nefesz (duszą), a nie otrzymuje lub „posiada" nefesz (Rdz 2,7). W hebrajskim pojmowaniu człowieka nie przypisywano duszy samodzielnej egzystencji poza ciałem lub bez ciała. Żaden biblijny tekst w wyraźny sposób też nie przedstawia nefesz istniejącej przed narodzinami człowieka lub też po jego śmierci. Najważniejsza księga judaizmu, Pięcioksiąg, w opisie stworzenia w Księdze Rodzaju, czterokrotnie wspomina również o duszach (nefesz) pozostałych poruszających się zwierząt. 
Innym określeniem jest ruach (hebr. oddech, tchnienie), zastosowane w drugim opisie stworzenia, kiedy Bóg tchnął w Adama (tchnienie życia/dech życia), a ten stał się Istotą żyjącą („duszą żywą" – nefesz haija)":

Wtedy to Jahwe Bóg ulepił człowieka z prochu ziemi i tchnął w jego nozdrza tchnienie życia, wskutek czego stał się człowiek istotą żywą.

Ruach tłumaczone jest jako „duch" lub „siła życiowa", która jest zarówno w człowieku, jak i w zwierzęciu. Refleksje nad losem człowieka i zwierzęcia można znaleźć w Księdze Koheleta (Księga Eklezjastesa, Księga Kaznodziei Salomonowego) 3,21:

Któż pozna, czy siła życiowa synów ludzkich idzie w górę, a siła życiowa zwierząt zstępuje w dół, do ziemi?

Według Księgi Koheleta (Kohelet 12,7) śmierć to utrata ducha, czyli życiodajnego tchnienia, a nie duszy. 

duch wróci się do Boga, który go dał

W Księdze Koheleta 3,19 jest zapisane: „Los bowiem synów ludzkich jest ten sam, co i los zwierząt; los ich jest jeden: jaka śmierć jednego, taka śmierć drugiego, i oddech życia ten sam". Dlatego u judaistów ubój rytualny polega na zadaniu zwierzęciu jak najmniejszego bólu. Zwierzę nacina się na szyi tak, aby jednym cięciem rozciąć tętnicę oraz tchawicę. Wydaje się więc, że wszystkie te pojęcia pierwotnie mogły dotyczyć wszystkich zwierząt i są synonimem istoty.
Nefesz nigdzie nie jest podmiotem aktywności duchowych, nigdy też nie ma znaczenia jakiejś substancji witalnej, niezniszczalnej, która mogłaby być oddzielona od życia cielesnego i trwać niezależnie od ciała.
Prorok Dawid (ok. 1010-970 przed. Chr.), cytowany przez apostoła Piotra w dniu Pięćdziesiątnicy, napisał w psalmie o duszy pomazańca Pańskiego, że nie pozostanie w Szeolu:

Dlatego się cieszy moje serce, dusza się raduje, a ciało moje będzie spoczywać z ufnością, (10) bo nie pozostawisz mojej duszy w Szeolu i nie dozwolisz, by wierny Tobie zaznał grobu (Ps 16,9-10)

Autor Dziejów Apostolskich cytując Psalm 16 w języku greckim, w miejsce słowa Szeol użył słowa Hades, tym samym nadając mu znaczenie starotestamentalne.
Na Księdze Ezechiela 18,4 i 18,20 (Wulgata: „anima quae peccaverit ipsa morietur", Biblia gdańska: „dusza, która grzeszy, ta umrze"; można oprzeć wniosek, że dla Żydów w tamtym okresie żywa istota była duszą, a nie miała duszę.
Prorocy starotestamentowi zapowiadali, że zmarli zostaną wskrzeszeni i zapowiedzieli Sąd Ostateczny (Izajasza 26,19; 25,8; 34,1-4 Ozeasza 13,14).
Potem pod wpływem koncepcji platońskich pojmowanie duszy radykalnie się zmieniło. Judaizm przejął część tych filozofii, jednak różne frakcje miały odrębne podejście do tematu. Saduceusze, reprezentujący najstarsze poglądy judaizmu, byli materialistami, nieuznającymi niematerialnej duszy, życia po śmierci ani możliwości zmartwychwstania. Faryzeusze wierzyli w dusze, ale według nich istniały one także przed narodzinami i podlegały reinkarnacji, mogły jednak być również potępione. Kult duszy istniał u Hellenów i Rzymian, nie istniał zaś u Żydów.
Pierwotnie używano trzech różnych słów hebrajskich:
- nefesz נפש (szyja, gardło) – dusza ludzka, zwierzęca, bądź wegetatywna
- ruah רוח (wiatr) – dusza jako zasady etyczne, emocje i wola
- neszama נשמה – inteligencja duchowa

Filon z Aleksandrii odróżniał duszę znajdującą się w krwi od duchowej esencji (pneumy).
Rabin Oshaia ok. roku 210 n.e uznał, że ludzie zostaną odtworzeni z jednego z kręgów (zwanego przez niego luz), niedającego się ponoć zniszczyć przez ogień czy młot. Wiara w jej istnienie przetrwała do XVI wieku.
Obecnie szeroko przyjęta jest koncepcja, według której dusza istnieje także po śmierci w rzeczywistości zwanej Olam Haba. Judaizm nie precyzuje, jak wygląda ta egzystencja – są różne poglądy, które mogą, ale nie muszą być przyjęte przez wyznawcę.
Szeroko rozpowszechniona (choć też nie jako dogmat – tych nie ma w judaizmie) jest wiara w sąd nad duszą po śmierci. Niektórzy twierdzą też, że najwięksi grzesznicy są unicestwiani. Karą lżejszych grzeszników jest cierpienie w miejscu zwanym Gehinom. Po oczyszczeniu dusze mają przejść do nowego Przyszłego Świata. Dusza nie może się doskonalić po śmierci – może to robić tylko związana z ciałem.
Są też rabini wierzący w reinkarnację. Wiara ta przejawia się też w niektórych midraszach. W przeciwieństwie do hinduizmu i buddyzmu jednak tutaj reinkarnacja nie jest związana z realizowaniem się karmy – za każdym razem nowo narodzony człowiek ma czystą kartę, nie jest obciążony swymi poprzednimi wcieleniami.

## Dusza a życie pozagrobowe
Tematy eschatologiczne dotyczące zagadnienia duszy są przedstawiane przez poszczególne religie w zależności od specyfiki ich systemów wierzeń co do życia po śmierci.
W rozumieniu największych religii monoteistycznych jest ona pierwiastkiem ożywiającym ciało, który człowiek otrzymał od Boga Stwórcy, trwającym także po śmierci ciała. W innych religiach, jak hinduizm, pojęcie duszy jest odmienne ze względu na doktrynę reinkarnacji, która implikuje brak istnienia specyficznie ludzkiej duszy.
Różne są też poglądy poszczególnych religii na temat istnienia i świadomości duszy bez ciała oraz tego, czy każdy ma osobną duszę, czy też jest ona wspólna dla całego rodzaju ludzkiego. Różnice pojawiają się także w kwestii preegzystencji duszy.